# Liste der Monuments historiques in Siecq
Die Liste der Monuments historiques in Siecq führt die Monuments historiques in der französischen Gemeinde Siecq auf.

## Liste der Objekte
Zum Verständnis siehe: Kirchenausstattung
| Bezeichnung                    | Beschreibung                   | Standort                       | Kennzeichnung | Schutzstatus | Datum | Bild |
| ------------------------------ | ------------------------------ | ------------------------------ | ------------- | ------------ | ----- | ---- |
| Retabel                        | Holz, 18. oder 19. Jahrhundert | in der Kirche St-Julien (Lage) | PM17001644    | Inscrit      | 1989  |      |
| Ölgemälde Auferstehung Christi | Ende des 18. Jahrhunderts      | in der Kirche St-Julien (Lage) | PM17000607    | Classé       | 1984  |      |